# Dead Ringer
| 전문가 평가   | 전문가 평가 |
| 평가 점수     | 평가 점수   |
| 출처          | 점수        |
| ------------- | ----------- |
| AllMusic      | 3/별        |
| Rolling Stone | [ 1 ]       |

《Dead Ringer》는 1981년 9월에 발매된 미국의 록 가수 미트 로프의 두 번째 스튜디오 음반이다. 이 음반은 전적으로 짐 스타인먼에 의해 쓰여진 네 장의 음반 중 두 번째 음반이다. 이 음반 커버는 만화책 아티스트이자 공포 일러스트레이터인 버니 라이트슨이 디자인했다.

## 배경
스타인먼은 1977년 《Bat Out of Hell》의 후속 음반인 《Bad for Good》을 1978년에 작업하기 시작했다. 그 기간 동안, 투어, 마약, 그리고 피로가 겹쳐 미트 로프는 목소리를 잃게 되었다. 가수 없이, 그리고 레코드 회사에 의해 압력을 받은 스타인먼은 스스로 《Bad for Good》에서 노래를 부르고, 미트 로프를 위한 새 음반을 만들어야겠다고 결심했다. 이 음반은 《Bad for Good》의 발매 이후 1981년에 발매된 《Dead Ringer》이다.
영화 《로디》(데비 해리, 로이 오비슨, 행크 윌리엄스 주니어의 카메오로 출연했지만 여전히 흥행 실패작이었다)에서 트래비스 레드피시 역을 맡은 후, 미트 로프는 목소리를 되찾고, 마약을 끊고 소프트볼을 하고 1980년에 새 음반 작업을 시작했다. 스타인먼은 다섯 곡의 신곡을 썼는데, 이 외에도 미트 로프가 같은 이름으로 뮤지컬에서 불렀던 〈More Than You Deserve〉의 새로운 녹음 버전과 수정된 독백이 음반 《Dead Ringer》를 만들었다. 이 음반은 미트 로프와 스테판 갈파스가 프로듀싱했고 지미 아이오빈과 스타인먼이 프로듀싱했다. 1976년, 미트 로프는 갈파스가 프로듀싱한 인터갈락틱 투어링 밴드의 셀프 타이틀 음반에 수록된 〈Keeper Keep Us〉 트랙에 참여했다.
《Dead Ringer》에서 발매된 4개의 싱글곡은 〈Dead Ringer for Love〉, 〈I'm Gonna Love Her for Both of Us〉, 〈Read 'Em and Weep〉, 〈Peel Out〉이다. 이 음반은 영국에서 1위에 올랐다.
이 음반의 투어는 또한 그의 사이드맨이자 작곡가로서 피아니스트 폴 제이콥스와 오랜 기간 협력의 시작을 알렸다.

## 곡 목록
모든 곡들은 짐 스타인먼에 의해 작사/작곡하였다.
| #  | 제목                                  | 재생 시간 |
| -- | ------------------------------------- | --------- |
| 1. | 〈Peel Out〉                          | 6:30      |
| 2. | 〈I'm Gonna Love Her for Both of Us〉 | 7:09      |
| 3. | 〈More Than You Deserve〉             | 7:02      |

| #  | 제목                                     | 재생 시간 |
| -- | ---------------------------------------- | --------- |
| 4. | 〈I'll Kill You if You Don't Come Back〉 | 6:24      |
| 5. | 〈Read 'Em and Weep〉                    | 5:25      |
| 6. | 〈Nocturnal Pleasure〉                   | 0:38      |
| 7. | 〈Dead Ringer for Love〉                 | 4:21      |
| 8. | 〈Everything Is Permitted〉              | 4:41      |

## 인증
| 국가                       | 인증     | 판매량/출하량 |
| -------------------------- | -------- | ------------- |
| 오스트레일리아 (ARIA)      | 골드     | 35,000^       |
| 캐나다 (뮤직 캐나다)       | 골드     | 50,000^       |
| 영국 (BPI)                 | 플래티넘 | 300,000^      |
| ^출하량을 기반으로 한 인증 |          |               |